# Hercules (Mondkrater)
Hercules ist ein Einschlagkrater auf der nordöstlichen Mondvorderseite am südöstlichen Rand des Mare Frigoris.
Er liegt westlich des noch etwas größeren Kraters Atlas, sein Boden weist im Gegensatz zu Atlas keine Bruchstrukturen auf, sondern ist – abgesehen von dem Nebenkrater Hercules G – weitgehend eben. Der Wall ist mehrfach terrassiert.
| Buchstabe | Position             | Durchmesser          | Link                 |
| --------- | -------------------- | -------------------- | -------------------- |
| A         | Umbenannt in Keldysh | Umbenannt in Keldysh | Umbenannt in Keldysh |
| B         | 47,84° N, 36,68° O   | 7 km                 |                      |
| C         | 42,72° N, 35,33° O   | 9 km                 |                      |
| D         | 44,77° N, 39,69° O   | 8 km                 |                      |
| E         | 45,8° N, 38,67° O    | 9 km                 |                      |
| F         | 50,31° N, 41,71° O   | 13 km                |                      |
| G         | 46,46° N, 39,24° O   | 14 km                |                      |
| H         | 51,31° N, 41° O      | 6 km                 |                      |
| J         | 44,1° N, 36,41° O    | 8 km                 |                      |
| K         | 44,25° N, 36,93° O   | 7 km                 |                      |

Der Krater wurde 1935 von der IAU nach Herakles, dem Helden der griechischen Mythologie, offiziell benannt.